# Museo Venanzo Crocetti
Il Museo Venanzo Crocetti è un museo di arte contemporanea dedicato all'opera dello scultore italiano Venanzo Crocetti.

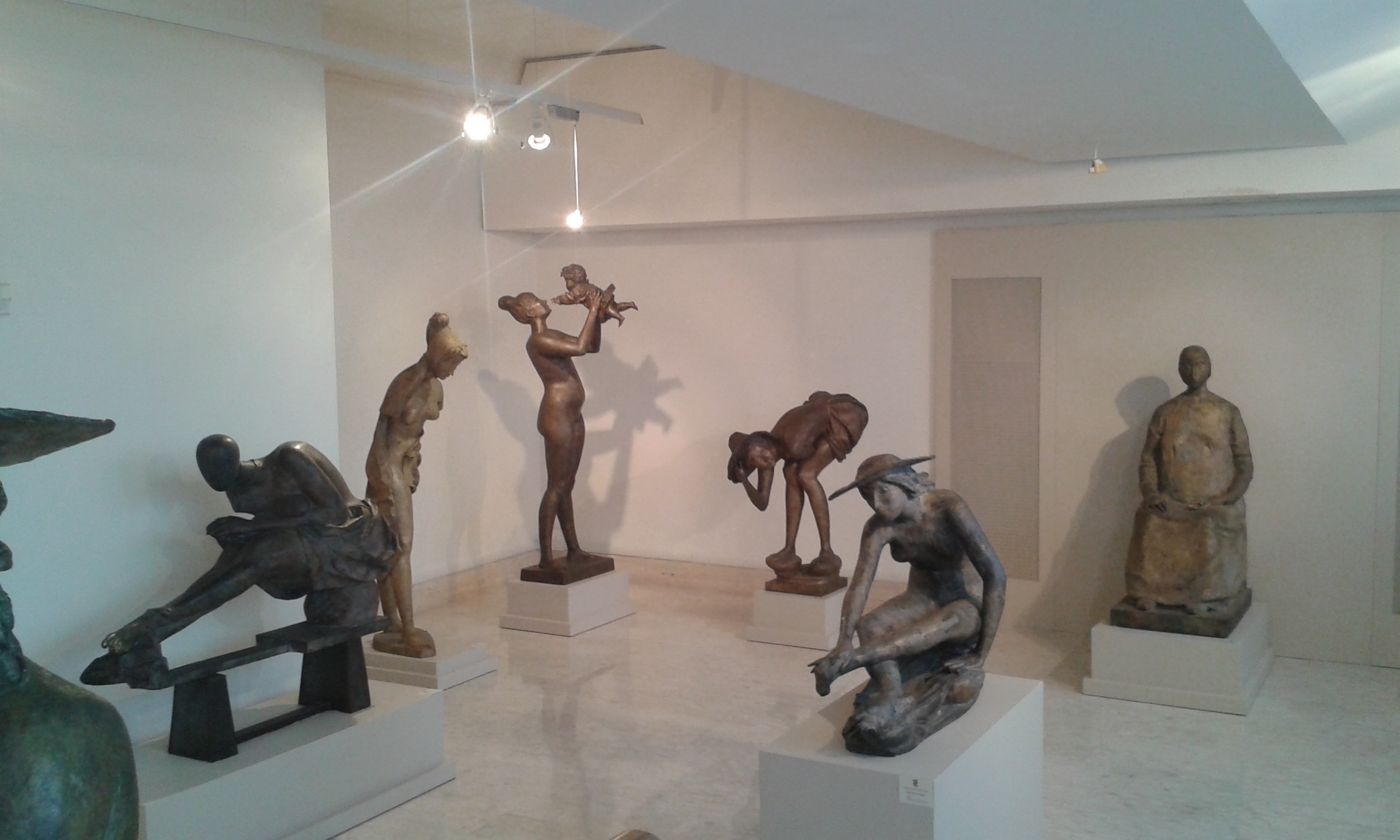
Sala Fluvialia del Museo

## Storia
La struttura nasce per avere uno studio di grandi dimensioni che gli consenta di realizzare la Porta dei Sacramenti, in seguito al concorso vinto nel 1951, per la realizzazione della Porta di San Pietro. 
Al laboratorio si aggiungono altri ambienti: la casa dove il maestro vive fino alla morte e il museo, inaugurato nel 2002, che custodisce le sue opere. 
Il complesso museale è gestito dalla Fondazione Crocetti che ha come scopo principale la conservazione del lavoro dello scultore e custodisce il suo archivio.

## Organizzazione
Il museo conserva più di cento grandi opere tra sculture in bronzo e in marmo, dipinti, opere su carta e documenti dello scultore abruzzese, che vanno dal 1930 al 1998.
Lavori dello scultore sono presenti anche a Bruxelles, Parigi, Berna, Zurigo, New York, San Paolo del Brasile, Montreal, Tokyo e Osaka. Nel 1991 il museo dell'Ermitage di San Pietroburgo gli ha dedicato una sala espositiva permanente.
Il Museo Venanzo Crocetti ospita anche mostre di arte contemporanea.